# Meta-analisi
Meta-analisi è un termine statistico che individua uno strumento di ricerca secondario, il cui scopo è quello di riassumere i dati provenienti da diversi strumenti di ricerca primaria, in tutte le discipline scientifiche e mediche.

## Contenuti
In dettaglio, essa consiste in una serie di metodi matematico-statistici per integrare i risultati, ad esempio, di diversi studi clinici, miranti ad ottenere un unico indice quantitativo di stima che permetta di trarre conclusioni più forti di quelle tratte sulla base di ogni singolo studio. È un approccio più quantitativo della revisione sistematica: la ricerca di strumenti meta-analitici qualitativi è però ancora troppo poco sviluppata e non trova praticamente applicazione nelle revisioni in ambito medico.
La meta-analisi è uno strumento molto potente e offre una sintesi dei risultati dei vari studi, ma a farne le spese è il contenuto informativo. Questo è un limite intrinseco della procedura (ogni operazione di aggregazione di categorie o di valori fornisce un risultato che non esprime più le caratteristiche dei singoli componenti), aggravato dalla condizione di operare su scale molto grandi, quindi diverse da quelle originarie. Trarre informazioni da un sistema complesso è possibile a patto che lo studio non ne riduca eccessivamente i gradi di libertà. Nel cambio di scala, inoltre, possono acquisire rilevanza aspetti che precedentemente potevano essere considerati ininfluenti.
Il risultato finale è l'astrazione del modello, plasmato sui vincoli imposti dalle condizioni di studio.

## Storia
La prima meta-analisi è stata condotta da Karl Pearson nel 1904, nel tentativo di superare il problema della ridotta potenza statistica negli studi con campioni di piccole dimensioni; l'analisi dei risultati provenienti da un gruppo di studi può consentire un'analisi dei dati più accurata. Tuttavia, la prima meta-analisi su esperimenti tutti concettualmente identici riguardanti una specifica domanda di ricerca e condotti da ricercatori indipendenti è stata identificata nella pubblicazione nel 1940 del libro Extra-sensory perception after sixty years, scritto da psicologi della Duke University J. G. Pratt, J. B. Rhine, e colleghi. Era compresa una review di 145 report sulla percezione extrasensoriale, esperimenti pubblicati dal 1882 al 1939, e includeva una stima dell'influenza dei lavori non pubblicati sull'effetto complessivo (the file-drawer problem). Sebbene la meta-analisi sia ampiamente usata in epidemiologia e in evidence-based medicine, ad oggi, una meta-analisi su un trattamento medico non è stata pubblicata fino al 1955. Negli anni settanta, sono state introdotte tecniche analitiche più sofisticate, a partire dal lavoro di Gene V. Glass, Frank L. Schmidt e John E. Hunter. Il vocabolario online Oxford English Dictionary elenca il primo uso del termine in senso statistico nel 1976 da parte di Glass. La teoria statistica sulla meta-analisi ha fatto un enorme passo avanti con il lavoro di Nambury S. Raju, Larry V. Hedges, Harris Cooper, Ingram Olkin, John E. Hunter, Jacob Cohen, Thomas C. Chalmers, e Frank L. Schmidt.

## I modelli
- Q-Statistics: somma pesata delle differenze al quadrato tra gli effetti degli studi individuali e il "pooled effect".
- Odds ratio: una misura comune per misurare l'effetto dell'intervento (a/c)/(b/d)= (axd)/(cxb). È la frazione che riassume la probabilità che un evento accada in un gruppo (di intervento) su quella che accada in un altro gruppo (di controllo).

## L'eterogeneità
Prima di ricorrere alla meta-analisi, è opportuno ricorrere a un test di eterogeneità. Se quest'ultima risulta elevata, la meta-analisi andrebbe evitata, poiché poco efficace.